# RealPlayer
RealPlayer，是一個由RealNetworks開發的跨平台的播放器，可欣賞各種線上音訊和視訊資料，包括有：MP3、MPEG-4、QuickTime、Windows Media及其專用的RealAudio與RealVideo格式。
RealPlayer的第一個版本在1995年4月面世，是互聯網上首個媒體串流播放軟件。RealPlayer最初一直都以數字來命名各個版本，但第6版改名為「RealPlayer G2」，第9版改名為「RealOne Player」，第12版改名為「RealPlayer SP」。RealPlayer一直以來都為客戶提供兩個不同的版本：分別為免費的基本版和需付費的Plus高級版，付費版本提供額外的功能。在14版，RealPlayer新增一個「捆綁服務」（SuperPass），是整合基本版和Plus高級版的一項服務，有提供14天的免費體驗，但需要註冊RealNetworks的帳戶。此外，在Windows推出的第9版曾附載有RealJukebox。
RealPlayer第11版的Windows版本在2007年11月推出，而macOS則遲至2008年5月才推出。此外，現時RealPlayer在以下各個平台皆有播放版本：macOS、Linux、Unix、Palm OS、Windows Mobile、Symbian OS及Android。有指程式是以一個開源軟體Helix作為其核心，但亦有指只有Linux版本才是使用Helix架構。而從RealPlayer SP開始，在Windows版的RealPlayer的左下角亦用紅色小字標上「Powered by Helix DNA」。

## 功能
RealPlayer除了其基本作為音訊和視訊的播放器以外，亦包括了下列的額外功能：
- 媒體瀏覽器：基於探索器的功能，亦允許用戶在播放媒體的同時，亦可以瀏覽網頁。
- 播放列表編輯器：與其他的媒體播放器相似，支援在播放列的"拖拽"操作，以及把播放列表亂數化。
- 剧场模式（全屏模式）视频回放。付费版本提供了一个可更换面板的“工具条模式”，在这个模式下播放视频可以占用较少的桌面空间。
- 可视化效果 - graphical animations or "light shows". RealPlayer安装程式中自带五个可视化效果。可以从RealNetworks下载包括3D可视化效果在内的其余视觉效果插件Surreal.FX。
- 連續播放and 隨機播放
- 播放時置頂選項。
- Favorites menu保存媒体文件或者媒体流地址
- 均衡器和 视频控制. Crossfade and Gapless playback包含在RealPlayer Plus版本中（此版本为付费版本）.
- 媒体库允许用户通过编辑曲目信息来整理媒体库。付费版本包含“音频转换”功能，使用此功能可以将RealMedia，MP3，AAC，Windows Media，以及WAV等格式相互转换
- 录音通过声卡来记录音频讯息（仅RealPlayer Plus含有此功能）
- LivePause暂停流媒体播放而不停止流媒体缓冲
- 視訊下載：Windows版的第11版容許用戶從YouTube等網站下載視訊，並把它在電腦上儲存成為MPEG或MP4格式。Mac版本允许下载，允许存为FLV格式。（只接受Internet Explorer下載）

### 額外功能
支持RealFlash功能（只适用於Windows 95／Windows NT用户）；带有目标按纽，只需单击鼠标就可收听新闻和娱乐资讯；近乎CD一样的音频效果（只在28.8kbps或更快的连接速度情况下）全屏播放图像功能（只适用於高带宽连接情况）。其他功能包括：内容频道，自动升级功能，SmartStream技术消除了再次缓冲，查找媒介链接，支持MP3格式等。RealPlayer 11加入可以直接下载Flash影片功能。

## 支援的格式
- RealMedia
  - RealAudio（.ra, .rm）
  - RealVideo（.rm, .rv, .rmvb）
  - RealPix（.rp）
  - RealMedia Shortcut（.ram, .rmm）
  - RealText（.rt）
- 視訊
  - DVD（.vob）
  - Video CD (*.dat)
  - MPEG（.mpeg, .mpe, .mpg , .m2v等）
  - AVI（.avi, .divx）
  - Windows Media Video（.wmv）
  - QuickTime（.mov, .qt）
  - Adobe Flash（.swf，需要安裝Flash或Shockwave播放器）
  - Flash Video（.flv）〔版本11對應〕
  - MJPEG video playback from .avi files
- 音訊：
  - MP3（.mp3, .mp2）
  - CD音訊（.cda）
  - WAV（.wav）
  - Windows Media Audio（.wma）
  - AAC／HE-AAC v1 (.aac, .m4a, .m4b, .mp4, .acp, .m4p)/HE-AAC（.aac, .m4a, .m4b, .mp4, .acp, .m4p）
  - Apple Lossless
  - AIFF（.aif, .aiff）
  - AU（.au）
  - Panasonic AAC（.acp）
- 串流：
  - RealTime串流格式（rtsp://）（页面存档备份，存于）
  - Progressive Networks串流格式（pna://, pnm://）（页面存档备份，存于）
  - Microsoft Windows Media串流格式（mms://）（页面存档备份，存于）
  - Real Scalable Multicast (.sdp)
  - Synchronized Multimedia Integration Language (.smil, .smi)
- 圖片
  - Bitmap（.bmp）
  - GIF（.gif）
  - JPEG（.jpg等）
  - PNG（.png）
- Playlists (.rpl, .xpl, .pls, .m3u)

## 插件
RealPlayer备有很广阔功能的插件。这些插件的部份会在RealPlayer的附属页面列出，但其实还有更多数量的未有被列出。现时还未有一个RealPlayer插件的官方网页出现。

## 版本

### Windows版本的RealPlayer
RealPlayer SP包括音频CD刻录功能、DVR风格的回放缓冲、多媒体搜索、Internet广播、点唱机风格的文件库、嵌入式Web浏览器（调用IE）以及将媒体转换并传输到各种设备的能力。包括音乐播放器如iPod和Zune，智能手机如iPhone和黑莓，便携式游戏设备如PlayStation Portable，以及游戏主机如Xbox 360、PS3和Wii。自11版以来，RealPlayer SP获得Flash视频支持，DVD、SVCD、VCD刻录（120分钟），以及视频录制（支持DRM）。
RealNetworks的日本子公司RealNetworks KK曾与Daum Communications合作，以PotPlayer为基础推出轻量级播放器RealPlayer Mini。RealPlayer Mini与PotPlayer功能基本一致，在2011年7月25日的1.5.28666版本后停止更新。

### macOS的RealPlayer
RealPlayer的macOS版本的用戶界面是一個從新開發的Cocoa程序。它既包括了用于解码Real Audio和Real Audio的Real Helix回放引擎，也包括了对其它文件和流媒体进行解码的苹果公司的Quick Time。macOS系统的RealPlayer 10是免费发放的。它包括了十段均衡器和用于RealMedia回放调整的视频控制工具，一个用于视频回放的全屏、可重调大小的“剧院模式”，还有许多其它在Windows版所拥有的功能。
用于macOS系统的RealPlayer通过苹果的WebKit浏览网络，这意味着RealPlayer和Safari共享cookies。RealPlayer 10.1是一个Universal binary程序。
RealPlayer提供一个AppleScript词典和通过Bonjour分享的本地资源共享。
现在macOS上运行的稳定版本是第11版。

### Linux/Unix版的RealPlayer
RealPlayer的Linux/Unix版本是一個獨立開放的播放器，基於開源的Helix Player。Helix Player的原始碼可以在 Helix社群網站（页面存档备份，存于） 下載。它支援：
- RealAudio/Video
- MP3
- Ogg Vorbis

用戶界面的式樣視使用中的GTK+主題而定。

### Symbian版的RealPlayer
Symbian版本的RealPlayer允许手机播放Real Audio, Real Video, MP3, 3GP, AMR和其它媒体格式的文件。它以免费软件的形式提供。

### Palm版的RealPlayer
RealPlayer 1.6.1（美国版）或RealPlayer 1.6.0（国际版）是以免费的形式提供给PalmOne制造的5种Palm OS设备，比如Palm Tungsten或者Zire系列。它同时也与RealPlayer Music store曲目兼容。然而，它们既不会安装在也不能运行在非PalmOne制造的设备，诸如索尼的Clie系列PDA。它们也不支持当前的如treo 700p, 755p，或者Centro这些Palm智能手机，尽管treo 600和650在支持之列。它们的网页对于PalmoOS的支持（以上列出的）期限没有给出明确说明。

## 批評
在2006年的《PC World》雜誌的一篇特稿中，RealPlayer被評為「1999年電腦產品最差排名頭25位」的第2位，原因是RealPlayer「采取煩擾的方式過於依賴PC，它作爲默認媒體播放器安裝，卻自由修改Windows注冊表，彈出惱人的廣告“信息”等等。」。到了2007年，在一個近似的「1996－2004年的20件最惱人的科技產品」排名第5。
2008年，Stopbadware.org因RealPlayer無法完全披露其所安裝的以及未選擇安裝後留下的軟體組件，將RealPlayer稱爲「惡意軟體」。
事實上，RealPlayer在產品上的設計純粹以某種特定個人用戶群體的喜好，使它在機構環境下顯得疑眼和麻煩。雖然在2008年RealPlayer嘗試推出RealPlayer Enterprise，但並未能完全解決它所帶來的問題。

### Message Center產生的問題
RealPlayer 10在預設安裝環境下，會在電腦啟動時或RealPlayer關閉後執行Message Center，定時從伺服器接收媒體訊息，並發布有關樂隊的廣告。這個Message Center在世界各地都引起了爭議，因為它的訊息很多時都很具滋擾性、或帶有軟性色情成份，經常都可在訊息看到坦露半邊乳房的女星。其中有一次，Message Center在2007年1月27日發出的一個訊息就以「好萊塢電影最熱辣辣的性愛場面」（"Hottest Hollywood Sex Scenes"）為題目的訊息，被批評為「兒童不宜」的成人題材。
雖然用戶可以在安裝後把訊息接收選項剔除，但RealPlayer 10在有些情況會自動把訊息接受選項回復。結果，Message Center就經常會自動在電腦蹦出新的訊息，就如一般的廣告軟件一樣，直到10.5版本的推出才把這個問題修正。
另外，RealPlayer亦經常要求用戶把播放器升級，但升級後的播放器不單在功能上與其他產品重覆，而且加入了更多廣告。最新版的RealPlayer的繁體中文版更自動連往龍馬寬媒體 的網頁，一開啟時會在畫面右方顯示色情連結的文字廣告，使學生嘩然或感到尷尬非常。因此，自從Windows XP開始流行之後，已愈來愈少學校採用RealMedia來製作教學媒體，而轉用隨Windows XP附送的MovieMaker來製作WMV格式視像。

### RealNetworks Scheduler耗用系統資源
RealNetworks Scheduler（檔案名稱：realsched.exe、Evntsvc.exe或TkBellExe，視乎版本而定）是一個隨同RealPlayer安裝的背景程序。它原來的用途是保持RealPlayer的更新，在電腦連線上網後，能夠適時收到軟件的重要更新。有指Realsched.exe可導致過度的CPU使用量，因此過往有些用戶會在網上討論區發問移除有關軟件的辦法。這個檔案對於Windows及RealPlayer來說都並非必需的部份，但會佔用系統記憶約136kB，因此在一般機構的環境下，它的存在需要不大。而透過Windows的系統設定軟件或中等的電腦技術，可從系統中停止有關檔案的運行。

### 自動把CD內容轉為RealAudio格式
RealPlayer會自動把利用它來播放的音訊光碟轉為RealAudio格式。然而，若用戶稍後覺得RealPlayer不好用，而要把音樂轉換為其他格式時，要不就要找回原來的音樂光碟再作一次轉換，又或向RealPlayer購買升級版，把RealAudio格式轉錄成為MP3或WMA之類的其他格式，否則就必須要繼續使用RealPlayer播放。這對於因為各種原因而不能把光碟重做轉換的用戶來說很不方便。雖然有說這種做法可以防止用戶非法盜錄光碟音樂，但始終對一批仍然保有早期裝作、但已不能播放的音樂CD的用戶來說，仍然是一個問題。

### 與其他發聲軟件的互動
RealPlayer會直接操控Windows的Wave音量控制。這情況一直到10.5都一直如是。所以若用戶在RealPlayer點選了禁聲，則會使Windows整個採用Wave聲源的系統（包括了：系統聲音、VoIP應用軟件、螢幕閱讀軟件等）都會一同被禁聲。這程況要從第11版開始才被分開處理。
對於以前版本的軟體，有兩種商業解決方案：
- Volume Logic（英语：Volume Logic）插件通過禁用RealPlayer的聲音控制而使用其自己的聲音控制系統，從而解決此bug。
- Sanyo 3D Surround 插件功能同上，但不會禁用RealPlayer的聲音控制。

## 參看
- 相關項目：RealAudio - RealVideo
- 媒體播放器列表
- 媒體播放器比較
- iQfx for RealPlayer

## 附註
1. ↑  . 2022年12月13日  [2023年6月29日].
2. ↑  . 2022年10月27日  [2023年6月29日].
3. ↑  . 2023年3月3日  [2023年6月29日].
4. ↑  .   [2008-06-17]. （原始内容存档于2008-06-11）.
5. ↑  .   [2008-06-17]. （原始内容存档于2006-05-23）.
6. ↑  .   [2008-06-17]. （原始内容存档于2008-06-18）.
7. ↑  .   [2008-06-17]. （原始内容存档于2016-03-03）.
8. ↑  .   [2020-01-24]. （原始内容存档于2020-04-09）.
9. ↑  Tynan, Dan. . PC World. 2006-03-26  [2007-01-01]. （原始内容存档于2006-07-21）.
10. ↑  Tynan, Dan. . PC World. 2007-04-16  [2007-04-17]. （原始内容存档于2007-05-19）.
11. ↑  .   [2008-06-17]. （原始内容存档于2008-02-15）.
12. ↑  .   [2008-02-26]. （原始内容存档于2008-02-15）.
13. ↑  .   [2008-06-20]. （原始内容存档于2008-07-05）.
14. ↑  .   [2020-09-26]. （原始内容存档于2020-04-09）.
15. ↑  Nillagoon. . Real Customer Support Forum. 2006-03-30  [2007-02-09]. （原始内容存档于2007-03-13）.
16. ↑  pixeltierra. . webmasterworld.com. 2006-09-26  [2007-02-09]. （原始内容存档于2013-11-23）.

## 外部連結
- 官方网站：英語、中國大陸、日本
- 官方部落格
- RealPlayer的Facebook專頁
- RealPlayer的X（前Twitter）
- "How to get spyware-free RealPlayer through the BBC" - Boing Boing（页面存档备份，存于）
- Real Alternative Lite（页面存档备份，存于） 同Real Alternative，只去掉軟體播放器